# Atractocerus morio
Atractocerus morio is een keversoort uit de familie Lymexylidae. De wetenschappelijke naam van de soort is voor het eerst geldig gepubliceerd in 1860 door Francis Polkinghorne Pascoe. De soort werd aangetroffen op Batjan in de Molukken.